# Pierre Montan Berton
Pierre Montan Berton,  född den 7 januari 1727 i Maubert-Fontaine, Ardennerna, död den 14 maj 1780 i Paris, var en fransk tonsättare. Han var far till Henri Montan Berton.
Beron spelade redan vid sex års ålder klaver a prima vista och hade vid tolv års ålder skrivit motetter, vilka blev uppförda vid katedralen i Senlis. Några år därefter blev han anställd som barytonist vid kyrkan Notre Dame i Paris. År 1744 debuterade han vid operan och var anställd där i två år, varefter han uppträdde på teatern i Marseille. Berton blev sedan orkesterchef vid teatern i Bordeaux samt organist vid två kyrkor i samma stad. Berton utnämndes 1755 till orkesteranförare vid operan i Paris samt 1776 till generaladministratör över de kungliga teatrarna som efterträdare till Rebel. Det var under hans direktörskap som Gluck och Piccinni kallades till Paris. Berton utnämndes slutligen till direktör för stora operan där 1780. Han skrev åskilliga operor, flera inlagda nummer i Rameaus Castor et Pollux, Dardanus med flera samt tredje akten av Trials opera Sylvie, vilken opera uppfördes i Stockholm 1773 och 1779.